# Noyelle-Vion
Noyelle-Vion és un municipi francès situat al departament del Pas de Calais i a la regió dels Alts de França. L'any 2007 tenia 248 habitants.

## Demografia

### Població
El 2007 la població de fet de Noyelle-Vion era de 248 persones. Hi havia 100 famílies de les quals 16 eren unipersonals (8 homes vivint sols i 8 dones vivint soles), 44 parelles sense fills, 36 parelles amb fills i 4 famílies monoparentals amb fills.
La població ha evolucionat segons el següent gràfic:
Habitants censats

### Habitatges
El 2007 hi havia 103 habitatges, 97 eren l'habitatge principal de la família, 3 eren segones residències i 3 estaven desocupats. 101 eren cases i 1 era un apartament. Dels 97 habitatges principals, 87 estaven ocupats pels seus propietaris, 7 estaven llogats i ocupats pels llogaters i 3 estaven cedits a títol gratuït; 2 tenien dues cambres, 10 en tenien tres, 32 en tenien quatre i 53 en tenien cinc o més. 68 habitatges disposaven pel capbaix d'una plaça de pàrquing. A 41 habitatges hi havia un automòbil i a 45 n'hi havia dos o més.

### Piràmide de població
La piràmide de població per edats i sexe el 2009 era:
| Homes | Edats   | Dones |
| ----- | ------- | ----- |
| 0     | 95 o +  | 0     |
| 0     | 90 a 94 | 4     |
| 4     | 85 a 89 | 0     |
| 4     | 80 a 84 | 0     |
| 12    | 75 a 79 | 8     |
| 0     | 70 a 74 | 0     |
| 0     | 65 a 69 | 0     |
| 8     | 60 a 64 | 0     |
| 12    | 55 a 59 | 12    |
| 8     | 50 a 54 | 16    |
| 12    | 45 a 49 | 0     |
| 4     | 40 a 44 | 4     |
| 16    | 35 a 39 | 12    |
| 4     | 30 a 34 | 4     |
| 12    | 25 a 29 | 4     |
| 8     | 20 a 24 | 8     |
| 16    | 15 a 19 | 0     |
| 4     | 10 a 14 | 4     |
| 8     | 5 a 9   | 4     |
| 0     | 0 a 4   | 8     |

## Economia
El 2007 la població en edat de treballar era de 165 persones, 123 eren actives i 42 eren inactives. De les 123 persones actives 114 estaven ocupades (62 homes i 52 dones) i 9 estaven aturades (6 homes i 3 dones). De les 42 persones inactives 15 estaven jubilades, 15 estaven estudiant i 12 estaven classificades com a «altres inactius».

### Ingressos
El 2009 a Noyelle-Vion hi havia 97 unitats fiscals que integraven 245 persones, la mediana anual d'ingressos fiscals per persona era de 19.834 €.

### Activitats econòmiques
Dels 7 establiments que hi havia el 2007, 2 eren d'empreses de construcció, 1 d'una empresa immobiliària, 2 d'empreses de serveis, 1 d'una entitat de l'administració pública i 1 d'una empresa classificada com a «altres activitats de serveis».
L'únic servei als particulars que hi havia el 2009 era un electricista.
L'any 2000 a Noyelle-Vion hi havia 7 explotacions agrícoles.

## Equipaments sanitaris i escolars
El 2009 hi havia una escola elemental integrada dins d'un grup escolar amb les comunes properes formant una escola dispersa.

## Poblacions properes
El següent diagrama mostra les poblacions més properes.